# Stade international du Caire
Le stade international du Caire (en arabe : استاد القاهرة الدولي) ou Stade Al Qahira Al Dawly est un stade égyptien de football bâti en 1960 au Caire, Égypte.
D'une capacité de 74 100 places, le stade abrite les matchs de l'équipe nationale d'Égypte de football, ainsi que les matchs des deux grands clubs du Caire, Al Ahly et le Zamalek SC.
Le stade comporte également un Complexe sportif (en) dont la salle principale à une capacité de 16 900 spectateurs.

## Histoire
Le 21 mars 1986, 120 000 spectateurs[réf. nécessaire] auraient assisté à la finale de la Coupe d'Afrique des nations de football 1986 entre l'Égypte et le Cameroun, record d'affluence du stade.
C'est dans ce stade que s'est déroulée la finale de la Coupe d'Afrique des Nations 2006 qui a vu l'équipe d'Égypte l'emporter sur celle de Côte d'Ivoire.
Il fut également l'un des 7 stades où se jouèrent les matchs de la Coupe du monde de football des moins de 20 ans 2009.

## Événements
- Jeux panafricains, 20 septembre au 1er octobre 1991
- Coupe d'Afrique des nations de football 2006
- Coupe du monde de football des moins de 20 ans 2009
- Coupe d'Afrique des nations de football 2019
- Coupe intercontinentale de la FIFA 2024

## Galerie

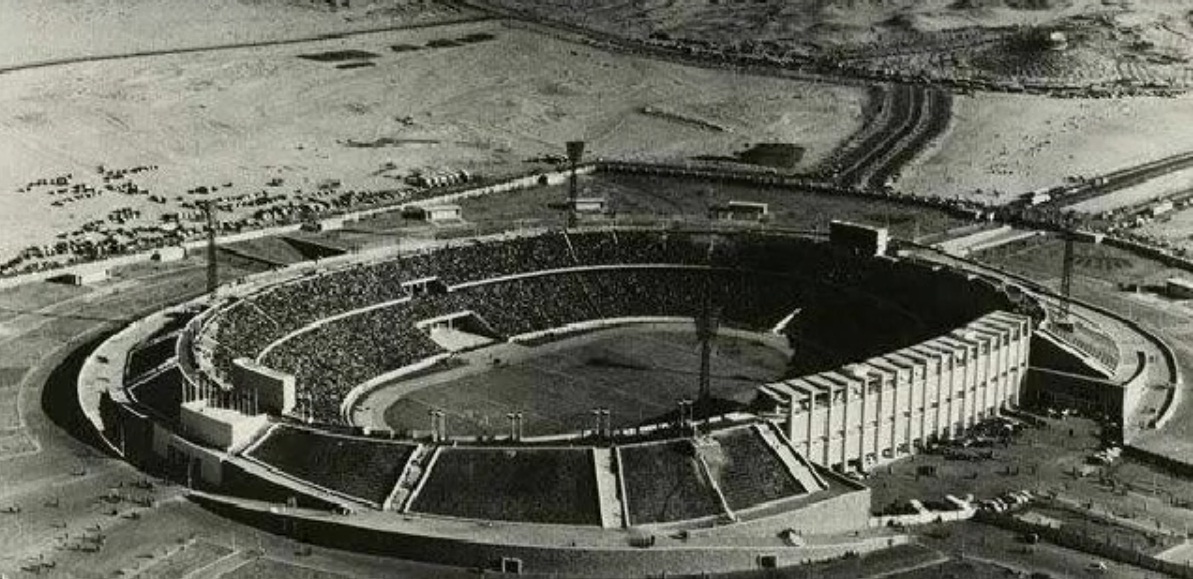
Vue aérienne du stade en 1960
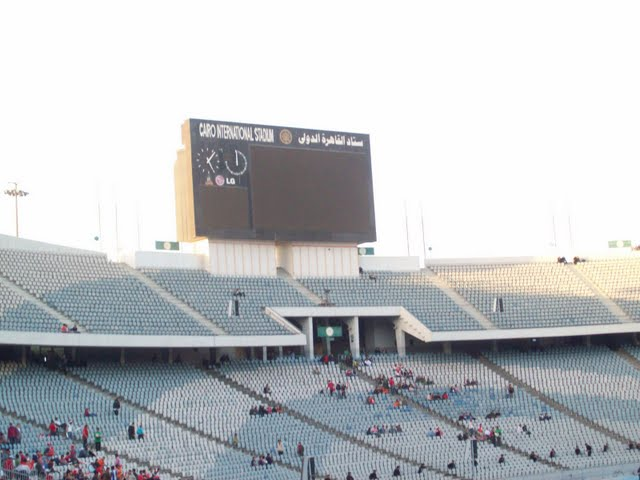
Tableau d'affichage
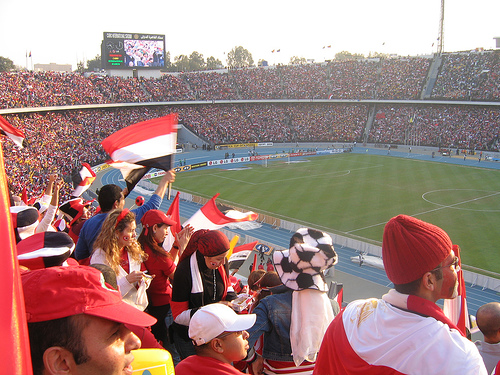
Spectateurs dans le gradins